# Kabinett Janša II

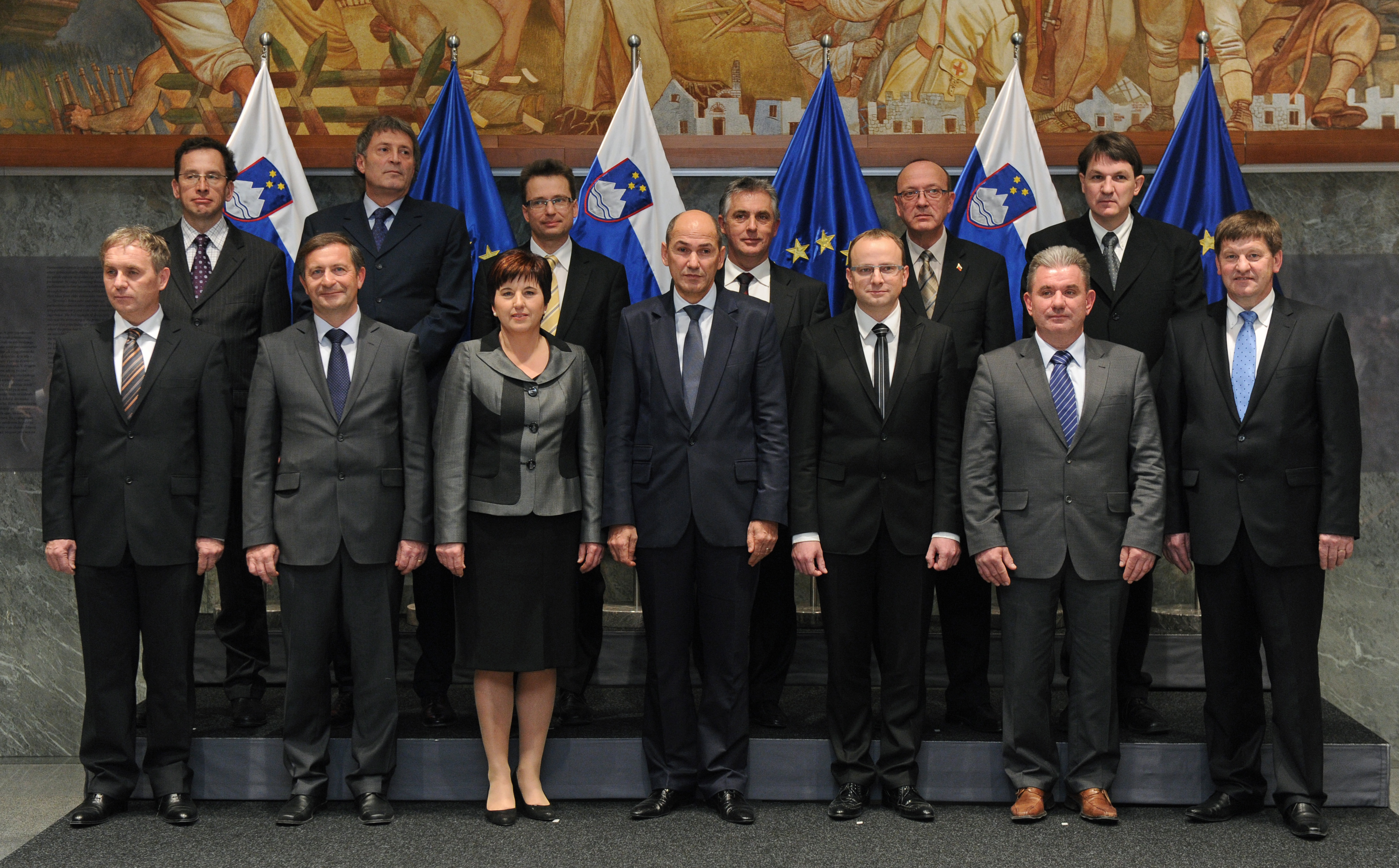
Kabinett Janša II

Das Kabinett Janša II bildete die Slowenische Regierung vom 10. Februar 2012 bis zum 12. März 2013.
| Amt                                                      | Amtsinhaber                           | Partei |
| -------------------------------------------------------- | ------------------------------------- | ------ |
| Ministerpräsident                                        | Janez Janša                           | SDS    |
| Außenminister                                            | Karl Erjavec (bis 22. Februar 2013)   | DeSus  |
| Minister für Landwirtschaft und Umwelt                   | Franc Bogovič                         | SLS    |
| Minister für Bildung, Wissenschaft, Kultur und Sport     | Žiga Turk                             | SDS    |
| Gesundheitsminister                                      | Tomaž Gantar (bis 22. Februar 2013)   | DeSus  |
| Minister für Justiz und öffentliche Verwaltung           | Senko Pličanič (bis 24. Januar 2013)  | DLGV   |
| Minister für wirtschaftliche Entwicklung und Technologie | Radovan Žerjav                        | SLS    |
| Innenminister                                            | Vinko Gorenak                         | SDS    |
| Finanzminister                                           | Janez Šušteršič (bis 24. Januar 2013) | DLGV   |
| Arbeits-, Familien- und Sozialminister                   | Andrej Vizjak                         | SDS    |
| Verkehrsminister                                         | Zvonko Černač                         | SDS    |
| Verteidigungsminister                                    | Aleš Hojs                             | NSi    |
| Minister für die Slowenische Diaspora                    | Ljudmila Novak                        | NSi    |

## Nachweise
1. 1 2  Slowenien am Abgrund Süddeutsche Zeitung, 23. Januar 2013
2. 1 2  Slowenische Regierung vor dem Aus Spiegel Online, 24. Januar 2013